# AFI Premier Division 2023
La AFI Premier Division 2023 è stata la 36ª edizione del campionato irlandese di football americano di primo livello, organizzato dalla AFI.

## Squadre partecipanti
| Club                      | Città     | Stadio | Sponsor ufficiale | Risultato nella stagione 2022 |
| ------------------------- | --------- | ------ | ----------------- | ----------------------------- |
| Belfast Knights           | Belfast   |        |                   |                               |
| Belfast Trojans           | Belfast   |        |                   |                               |
| Cork Admirals             | Cork      |        |                   |                               |
| Craigavon Cowboys         | Portadown |        |                   |                               |
| Dublin Rebels             | Dublino   |        |                   |                               |
| South Dublin Panthers     | Lucan     |        |                   |                               |
| University College Dublin | Dublino   |        |                   |                               |
| Westmeath Minotaurs       | Athlone   |        |                   |                               |

## Stagione regolare

### Calendario

#### 1ª giornata
| Belfield 5 marzo 2023 | University College Dublin | 26 – 40 referto | Dublin Rebels | UCD Sport Facilities |

#### 2ª giornata
Giornata rinviata.

#### 3ª giornata
| Belfield 19 marzo 2023 | University College Dublin | 34 – 3 referto | Belfast Trojans | UCD Sport Facilities |

| Lucan 19 marzo 2023 | South Dublin Panthers | 14 – 30 referto | Cork Admirals | Westmanstown Sports and Conference Centre |

#### 4ª giornata
| Portadown 26 marzo 2023 | Craigavon Cowboys | 0 – 38 referto | Westmeath Minotaurs | Peoples Park |

| Cregagh 26 marzo 2023 | Belfast Knights | 20 – 36 referto | Dublin Rebels | Gibson Park |

#### 5ª giornata
| Cork 2 aprile 2023 | Cork Admirals | 18 – 14 referto | University College Dublin | Presentation Brothers College Sports Grounds |

| Portadown 2 aprile 2023 | Craigavon Cowboys | 0 – 7 referto | Belfast Trojans | Peoples Park |

#### 6ª giornata
| Cregagh 16 aprile 2023 | Belfast Knights | 6 – 37 referto | Belfast Trojans | Gibson Park |

| Kilternan 16 aprile 2023 | Dublin Rebels | 64 – 6 referto | Craigavon Cowboys | De la Salle Palmerstown RFC |

| Lucan 16 aprile 2023 | South Dublin Panthers | 20 – 9 referto | Westmeath Minotaurs | Westmanstown Sports and Conference Centre |

#### 7ª giornata
| Mullingar 23 aprile 2023 | Westmeath Minotaurs | 13 – 28 referto | University College Dublin | Shay Murtagh Park |

| Kilternan 23 aprile 2023 | Dublin Rebels | 61 – 6 referto | South Dublin Panthers | De la Salle Palmerstown RFC |

| Cregagh 23 aprile 2023 | Belfast Knights | 12 – 22 referto | Cork Admirals | Gibson Park |

#### 8ª giornata
| Portadown 30 aprile 2023 | Craigavon Cowboys | 0 – 46 referto | University College Dublin | Peoples Park |

#### 9ª giornata
| Cregagh 7 maggio 2023 | Belfast Knights | 28 – 8 referto | Westmeath Minotaurs | Gibson Park |

| Cork 7 maggio 2023 | Cork Admirals | 28 – 6 referto | Craigavon Cowboys | Presentation Brothers College Sports Grounds |

#### 10ª giornata
| Belfast 13 maggio 2023 | Belfast Trojans | 14 – 18 referto | Cork Admirals | Deramore Park |

| Lucan 14 maggio 2023 | South Dublin Panthers | 28 – 14 referto | Belfast Knights | Westmanstown Sports and Conference Centre |

#### 11ª giornata
| Mullingar 21 maggio 2023 | Westmeath Minotaurs | 32 – 62 referto | Belfast Trojans | Shay Murtagh Park |

| Lucan 21 maggio 2023 | South Dublin Panthers | 33 – 0 referto | Craigavon Cowboys | Westmanstown Sports and Conference Centre |

#### 12ª giornata
| Kilternan 27 maggio 2023 | Dublin Rebels | 25 – 24 referto | University College Dublin | De la Salle Palmerstown RFC |

| Mullingar 28 maggio 2023 | Westmeath Minotaurs | 27 – 0 referto | Belfast Knights | Shay Murtagh Park |

| Belfast 28 maggio 2023 | Belfast Trojans | 26 – 0 referto | Craigavon Cowboys | Deramore Park |

#### 13ª giornata
| Belfield 4 giugno 2023 | University College Dublin | 38 – 0 referto | South Dublin Panthers | UCD Sport Facilities |

| Cork 4 giugno 2023 | Cork Admirals | 0 – 46 referto | Dublin Rebels | Presentation Brothers College Sports Grounds |

#### 14ª giornata
| Mullingar 11 giugno 2023 | Westmeath Minotaurs | 12 – 14 referto | Cork Admirals | Shay Murtagh Park |

| Portadown 11 giugno 2023 | Craigavon Cowboys | 6 – 43 referto | Belfast Knights | Peoples Park |

#### 15ª giornata
| Kilternan 18 giugno 2023 | Dublin Rebels | – referto | Westmeath Minotaurs | De la Salle Palmerstown RFC |

| Belfast 18 giugno 2023 | Belfast Trojans | – referto | South Dublin Panthers | Deramore Park |

| Belfield 18 giugno 2023 | University College Dublin | – referto | Belfast Knights | UCD Sport Facilities |

#### 16ª giornata
| Cork 24 giugno 2023 | Cork Admirals | – referto | South Dublin Panthers | Presentation Brothers College Sports Grounds |

| Belfast 24 giugno 2023 | Belfast Trojans | – referto | Dublin Rebels | Deramore Park |

### Classifica
La classifica della regular season è la seguente.
- PCT = percentuale di vittorie, G = partite giocate, V = partite vinte,  P = partite perse, PF = punti fatti, PS = punti subiti

| Pos. | Squadra                   | PCT   | G | V | N | P | PF  | PS  |
| ---- | ------------------------- | ----- | - | - | - | - | --- | --- |
| 1    | Dublin Rebels             | 1.000 | 6 | 6 | 0 | 0 | 272 | 82  |
| 2    | Cork Admirals             | .857  | 7 | 6 | 0 | 1 | 130 | 28  |
| 3    | Belfast Trojans           | .667  | 6 | 4 | 0 | 2 | 149 | 90  |
| 4    | University College Dublin | .571  | 7 | 4 | 0 | 3 | 210 | 99  |
| 5    | South Dublin Panthers     | .500  | 6 | 3 | 0 | 3 | 101 | 152 |
| 6    | Westmeath Minotaurs       | .286  | 7 | 2 | 0 | 5 | 139 | 152 |
| 7    | Belfast Knights           | .286  | 7 | 2 | 0 | 5 | 123 | 164 |
| 8    | Craigavon Cowboys         | .000  | 8 | 0 | 0 | 8 | 18  | 285 |

## Playoff

### Tabellone
|  | Semifinali | Semifinali | Semifinali |  |  | XXXVI Shamrock Bowl | XXXVI Shamrock Bowl | XXXVI Shamrock Bowl |  |
|  |            |            |            |  |  |                     |                     |                     |  |
|  | 1N         | TBD        |            |  |  |                     |                     |                     |  |
|  | 1N         | TBD        |            |  |  |                     |                     |                     |  |
|  | 2S         | TBD        |            |  |  |                     |                     |                     |  |
|  | 2S         | TBD        | TBD        |  |  |                     |                     |                     |  |
|  |            |            |            |  |  |                     |                     |                     |  |
|  |            |            | TBD        |  |  |                     |                     |                     |  |
|  | 1S         | TBD        |            |  |  |                     |                     |                     |  |
|  | 1S         | TBD        |            |  |  |                     |                     |                     |  |
|  | 2N         | TBD        |            |  |  |                     |                     |                     |  |

### Semifinali
| 2023 | TBD | – | TBD |  |

| 2023 | TBD | – | TBD |  |

### XXXVI Shamrock Bowl
| 2023 | TBD | – | TBD |  |